# Victoriano Guisasola y Menéndez
Victoriano Guisasola y Menéndez (Oviedo, 21 de abril de 1852 - Toledo, 2 de setembro de 1920) foi um cardeal espanhol, arcebispo de Valência e de Toledo, além de Patriarca das Índias Ocidentais.

## Biografia
Guisasola concluiu os estudos eclesiásticos no Seminário de Oviedo e na Universidade de Salamanca. Recebeu o sacerdócio em 1876 de seu tio, Victoriano Guisasola Rodríguéz, então prior bispo das ordens militares. Acompanhou o tio, como chanceler-secretário, a Orihuela em 1882, e mais tarde, em 1886, a Santiago de Compostela, quando foi promovido a esse Arcebispado, sendo nomeado vigário capitular após a morte do tio, em 1888.
Em 15 de junho de 1893 foi nomeado bispo de Burgo de Osma pelo Papa Leão XIII. Recebeu a ordenação episcopal em 1 de outubro de 1893, na Catedral de Santiago de Compostela, através do Arcebispo de Compostela, José María Martín de Herrera y de la Iglesia. Os principais co-consagradores foram Dom Manuel Fernández de Castro y Menéndez, bispo de Mondoñedo, e Dom Valeriano Menéndez y Conde, bispo auxiliar de Toledo.
Em 19 de abril de 1897 foi transferido para o Bispado de Jaén e quatro anos depois, em 16 de dezembro de 1901, foi promovido à diocese de Madrid-Alcalá por Leão XIII. A pedido do rei Alfonso XII, o Papa Pio X nomeou-o arcebispo de Valência em 14 de dezembro de 1905.
Em 1 de janeiro de 1914 foi nomeado arcebispo de Toledo e Patriarca das Índias Ocidentais. Em 25 de maio do mesmo ano, foi criado cardeal, nomeado aos 8 de setembro com o título presbiteral dos Quatro Santos Coroados. Continuou por alguns meses como administrador apostólico de Valência. Participou do Conclave de 1914, que elegeu o Papa Bento XV.
Cardeal Guisasola também foi senador do Reino; pela Arquidiocese de Granada (1899-1900, 1900, 1901, 1902); pela Arquidiocese de Toledo (1903-1904, 1904-1905); e por direito próprio (1905-1907, 1907-1908, 1908-1909, 1909-1910, 1910, 1911, 1914, 1915, 1916, 1917, 1918, 1919-1920). Também foi correspondente da Real Academia da História.

Foi sepultado na capela do Seminário Diocesano.